# Základní škola Košťany
Budova Základní školy v Košťanech byla vybudována v letech 1924-1925 na základě projektu architekta Antonína Moudrého. Modernistická budova české menšinové školy vznikla za finanční podpory nově vzniklé Československé republiky v Košťanech. Celý areál školy je koncipován jako osově souměrný s átriem uprostřed. Dvě hlavní křídla budovy jsou při pohledu z Komenského náměstí skryta za nižšími čelními trakty.

## Historie školy
V době svého vzniku budova sloužila jako Obecná škola, Měšťanská škola a Odborné pokračovací učiliště pro skláře. Od roku 1945 budova slouží již jen základní škole. V letech 1948-1953 nesla jméno: Základní škola Zdeňka Nejedlého.

## Fotogalerie

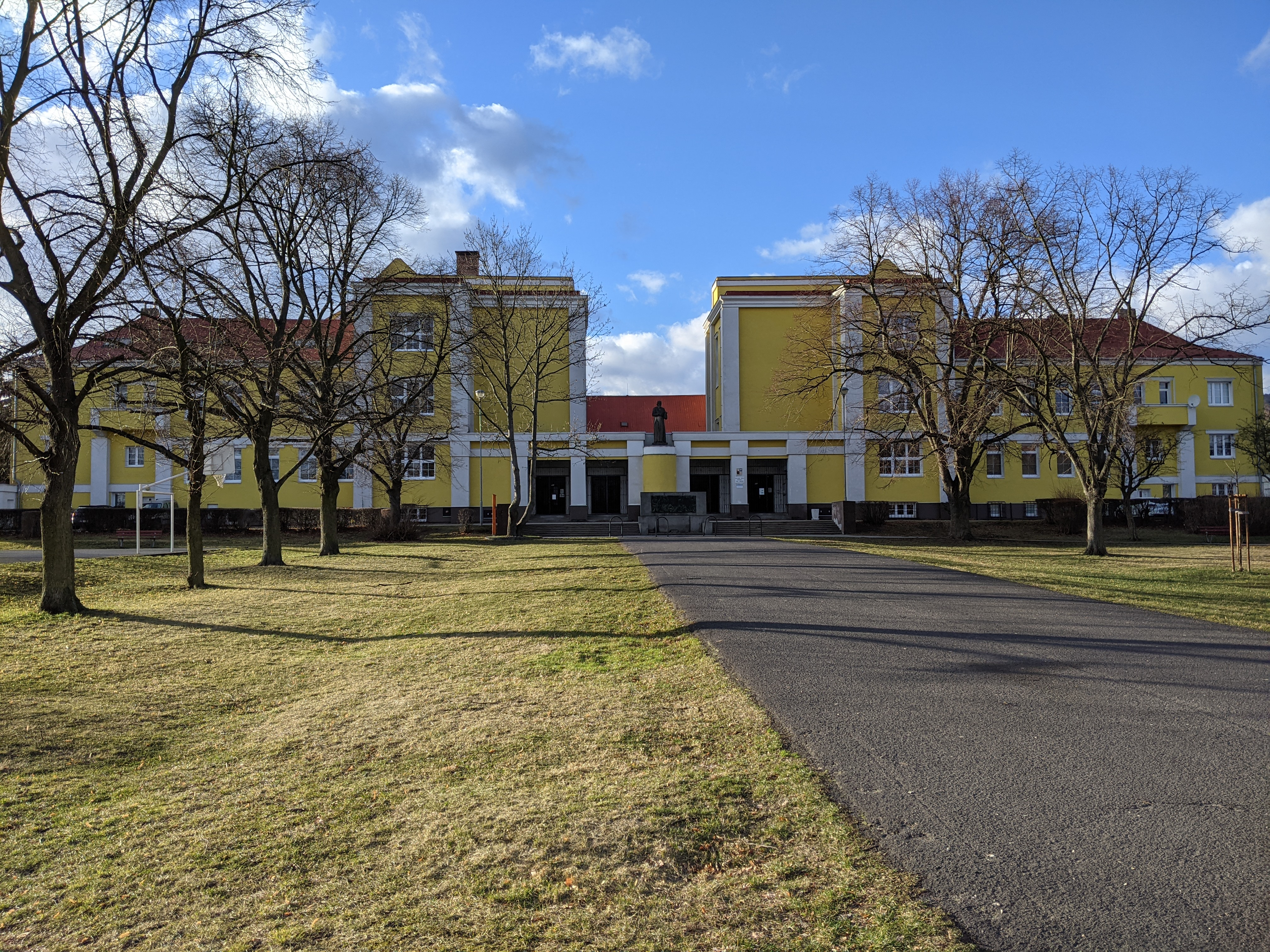
celkový pohled na školu v roce 2022
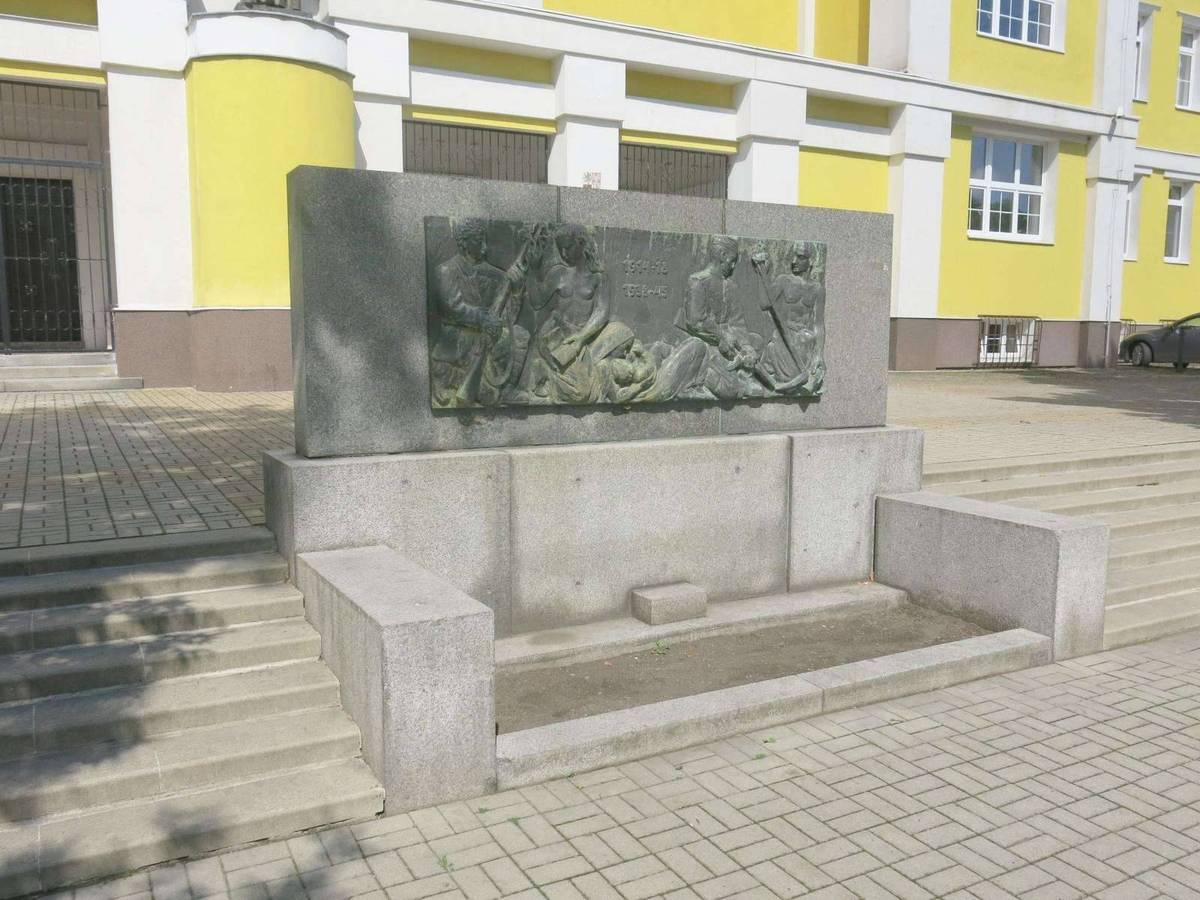
pomník padlým před vstupem do školy